# Fossar de Jesús
El Fossar de Jesús és el cementiri del raval de Jesús, a Tortosa (Baix Ebre), inclòs a l'Inventari del Patrimoni Arquitectònic de Catalunya.

## Descripció
És de planta rectangular (lleugerament irregular) i situat fora del nucli urbà de Jesús, a uns 500/800m, pel camí dels Molins del Comte (una vegada travessat el pont de l'antiga línia del ferrocarril de Val de Zafàn). Així, doncs, aquest resta a la banda dreta del mateix camí que va cap a l'ermita de Sant Bernabé dels Molins (situada una mica més amunt del fossar). Aquest està envoltat per una tàpia, tota ella uniforme amb l'excepció de la part corresponent al costat dret de la porta principal d'accés, dins del seu primer tram. La porta d'accés es presenta, en la seva part superior, esbiaixada i rematada per un senzill frontó. Des de la porta principal es dona a una petita avinguda que, flanquejada de xiprers, dona a l'antiga capella del fossar (avui sense culte). La susdita avinguda queda creuada per d'altres, tot dibuixant un traçat en forma de creu grega, per la qual cosa la superfície del fossar queda dividida en quatre parts més o menys similars (tot tenint en compte que la planta rectangular bàsica es divideix en un gran quadrat principal i un petit rectangle secundari).
La capella del fossar és de planta rectangular (quasi quadrada) i és situada al final de l'avinguda que travessa el recinte del fossar, i connecta amb les unitats de nínxols que hi ha afegides a tot el llarg de la tàpia. L'estructura de la capella és molt simple, car és d'un cos prismàtic amb teulada a dues aigües (de dos vessants), i dos cossos més petits afegits als laterals amb teulades d'una vessant. L'ornamentació, concentrada a la part superior d'aquesta, és també de gran simplicitat. En el frontó de la façana principal s'obre un òcul. Remata la construcció un campanar d'espadanya coronat amb creu metàl·lica. La part baixa de la façana principal només disposa de porta (també el lateral esquerra), mentre el cos dret s'obrí una finestra.

## Història
Fins a l'últim quart de segle xix, els enterraments dels habitants morts del Jesús es feien al fossar de la veïna població de Roquetes, ja que el Jesús no tenia fossar propi, a més depenia d'aquella, però un cop Roquetes quedà segregada de Tortosa (1880) es requerí un fossar nou: així la data de 1880 marca l'origen del fossar del Jesús.
La capella fou edificada amb seguretat al mateix temps s'aixecava tot el recinte del fossar de Jesús (aproximadament per la dècada de 1880). Des de fa anys no s'utilitza per al culte, i en l'actualitat serveix com a magatzems d'eines i materials diversos.